# لیکریش پیتزا
لیکریش پیتزا یا پیتزا شیرین‌بیان (به انگلیسی: Licorice Pizza) یک فیلم سینمایی درام آمریکایی به کارگردانی پل توماس اندرسن با بازی شان پن، بردلی کوپر، تام ویتس و برادران سفدی محصول سال ۲۰۲۱ است. در ۱۸ دسامبر ۲۰۱۹، کمپانی فوکس فیچرز تولید و توزیع فیلم را آغاز کرد. در ۱۷ ژوئیه سال ۲۰۲۰، مترو گلدوین مایر حق پخش فیلم را از فکوس پیکچرز گرفت.

## انتخاب بازیگران
در اوت سال ۲۰۲۰، بردلی کوپر، هایم و برادران سفدی به جمع بازیگران فیلم پیوستند. در سپتامبر سال ۲۰۲۰ گزارش شد که کوپر هافمن، پسر همکار مکرر اندرسون، فیلیپ سیمور هافمن، نقش اصلی را بازی می‌کند.

## فیلمبرداری
در ۱۸ دسامبر ۲۰۱۹، گزارش شد که فیلمبرداری اصلی در بهار و تابستان سال ۲۰۲۰ آغاز می‌شود. در ۱۷ ژوئیه سال ۲۰۲۰، هالیوود ریپورتر به دلیل دنیاگیری کووید ۱۹ تاریخ شروع جدیدی را تعیین می‌کند. فیلمبرداری اصلی در نهایت در اوت سال ۲۰۲۰ در کالیفرنیا آغاز شد. در ۱۹ نوامبر سال ۲۰۲۰، گزارش شد که فیلمبرداری اصلی بسته شد.